# Миливоје Мушикић
Миливоје Мушикић (Пећ, 10. децембра 1994) српски је фудбалер.

## Каријера
Мушикић је своју фудбалску каријеру започео у редовима Могрена. Касније је прешао у Грбаљ, док је први део такмичарске 2013/14. провео у Арсеналу из Тивта. Почетком календарске 2014, Мушикић је приступио београдском БАСК-у, а за тај клуб је током две године наступао у Српској лиги Београда. Нешто касније, постао је члан екипе Јединства из Ужица, са којојм се такмичио у Српској лиги Запад.
Током зимске паузе у сезони 2016/17, Мушикић је постао члан суперлигаша Бачке из Бачке Паланке. Недуго затим уступљен је шидском Радничком, где је играо до краја такмичарске године у Српској лиги Војводине. Пред почетак наредне сезоне у Првој лиги Србије, прешао је у Пролетер из Новог Сада, где се задржао током првог дела исте и уписао наступе да самим тим и улази у освајачку екипу те године, док је у наставку био члан ЧСК Пиваре из Челарева. По испадању тог клуба из такмичења по окончању сезоне, Мушикић се лета 2018. вратио у Црну Гору и приступио ОФК Петровцу. Почетком наредне године, Мушикић је постао члан Јединства из Сурчина. Наредне сезоне је био члан Бродарца из Београда и ту је уписао 7 наступа у лиги и купу. Почетком наредне године а исте сезоне Мушикић потписује уговор са Челиком из Зенице где се није задрзао много због немилих догађаја тај клуб испада у најнижи ранг Босанског фудбала. Мушикић ту и завршава своје професионално играње све до 2024 године када је каријеру настацио у ФК Омладинац Велики Мокри луг у најнижем рангу Београдског фудбала.

## Трофеји и награде
Пролетер Нови Сад
- Прва лига Србијеː 2017/18.[12]